# 7.º Prêmio Angelo Agostini
O 7.º Prêmio Angelo Agostini (também chamado Troféu Angelo Agostini) foi um evento organizado pela Associação dos Quadrinhistas e Caricaturistas do Estado de São Paulo (ACQ-ESP) com o propósito de premiar os melhores lançamentos brasileiros de quadrinhos de 1990 em diferentes categorias.
A cerimônia de premiação deste ano ocorreu na Biblioteca Infantil Viriato Correa (que viria a ser a primeira sede da Gibiteca Henfil). A votação aberta a quaisquer interessados, que podiam pegar as cédulas de votação em livrarias e bancas especializadas em quadrinhos.

## Prêmios
| Categoria                    | Vencedores                                         |
| ---------------------------- | -------------------------------------------------- |
| Mestre do Quadrinho Nacional | Aylton Thomaz                                      |
| Mestre do Quadrinho Nacional | Primaggio Mantovi                                  |
| Mestre do Quadrinho Nacional | Reinaldo de Oliveira                               |
| Desenhista                   | Hector Gómez Alisio                                |
| Roteirista                   | Laerte Coutinho                                    |
| Lançamento                   | Piratas do Tietê Laerte Coutinho (Circo Editorial) |
| Troféu Jayme Cortez          | Franco de Rosa                                     |